# Kasan Ansat
Der Kasan Ansat (russisch Казанский Ансат) ist ein russischer Hubschrauber des Kasaner Hubschrauberwerkes. Er ist zweimotorig ausgelegt und verfügt über einen Vierblatt-Haupt- und einen Zweiblatt-Heckrotor. Die Bezeichnung Ansat stammt aus dem Tatarischen und bedeutet „einfach“ oder „unkompliziert“.

## Geschichte
Die Entwicklung begann 1993, da die bisher hergestellte Mil Mi-2 nicht mehr konkurrenzfähig war. 1997 war eine Attrappe im Maßstab 1:1 fertiggestellt. 1998 wurde der erste Prototyp fertiggestellt und Bodentests unterzogen. Es mussten verschiedene Änderungen vorgenommen werden, die in den zweiten Prototyp einflossen, der am 17. August 1999 seinen Erstflug durchführte. Das Flugprogramm konnte bis 2001 abgeschlossen werden.
Der dritte Prototyp wurde als militärischer Schulhubschrauber vorgeschlagen. Die Bezeichnung der Maschine mit Doppelsteuer lautet Ansat-U. Er konnte die Ausschreibung 2001 gewinnen. Am 1. April 2004 konnten mit dementsprechend modifizierten fünften Prototyp die Systemtests begonnen werden.
Die gewonnenen Erkenntnisse und ein stärkeres Triebwerk (PW207K) führten zu weiteren Modifikationen, wie einer geänderten Kraftübertragung, einem neuen Heckrotor und einigen Änderungen der Kabine. Der dritte Prototyp flog am 27. Dezember 2001 erstmals. Er wurde bis 2004 einer erneuten Erprobung mit über 300 Flügen unterzogen. Parallel wurde eine um einen Meter gestreckte Version, der Ansat-3, entwickelt, dessen längere Kabine Platz für 14 Passagiere bietet. Weitere Änderungen sind ein fünfblättriger Haupt- sowie ein vierblättriger Heckrotor und ein festes Bugfahrwerk. Diese Variante wurde erstmals auf der MAKS 2003 vorgestellt. Einige Systemkomponenten werden auch im Ansat-2RZ verwendet.
Russland plant. die kanadischen Triebwerke bis 2024 durch WK-650W-Triebwerke von Klimow zu ersetzen. Der Verkauf von 32 Ansat nach Simbabwe wurde als vollkommen überteuerte Entsorgung von in Russland vorhandenen nutzlosen Ansat kritisiert. "this is probably the most bizarre helicopter purchase an African nation (or any) I have seen in my lifetime." Die russische Firma HeliDrive betreibt seit August 2024 6 Hubschrauber und bildet Einheimische aus

## Nutzer
- Südkorea: Bislang wurden sieben Ansat-1 nach Südkorea exportiert.
- Russland:
  - Die russischen Luftstreitkräfte haben von der Schulversion Ansat-U etwa 40 Stück bestellt, von denen bis 2012 etwa zehn ausgeliefert wurden.[6]
  - 30 Ansat waren im Frühjahr 2020 in russischen Regionen als Ambulanzhubschrauber im Einsatz[7], die erste Ambulanzversion war 2017 ausgeliefert worden.[8]
- Bosnien und Herzegowina: Im November 2020 gelangte der erste von drei Hubschraubern für die Rettungsflieger der Republika Srpska zur Auslieferung.[9]
- Simbabwe: 32 Ansat bestellt und im Mai 2023 die ersten 18 Hubschrauber, davon 12 als Ambulanzhubschrauber erhalten. Neben dem Einsatz als Ambulanzhubschrauber will das afrikanische Land die Hubschrauber für Rettungs-, Katastropheneinsätze sowie für Polizeiaufgaben benutzen.[1]

## Konstruktion
Der Rumpf ist aus Aluminium hergestellt. Teile die nicht zur tragenden Struktur gehören, wie Türen und Abdeckungen werden aus Verbundmaterial gefertigt. Der Rotor kommt ohne Lager aus. Die Rotorblätter sind über ein Torsionselement mit der Rotornabe verbunden. Die Rotorblätter bestehen aus einem Holm aus Verbundmaterial, der im vorderen Bereich mit einem Ausgleichsgewicht versehen ist und im hinteren Bereich an eine abgedeckte Sandwich-Wabenkern-Struktur anschließt. Der Hubschrauber wird sowohl in der Ausführung mit Kufen wie auch mit Fahrwerk angeboten.
Gesteuert wird der Ansat mit einem vierfach redundanten Fly-by-wire-System mit elektrischen Sensoren und hydraulischen Aktoren.

## Technische Daten

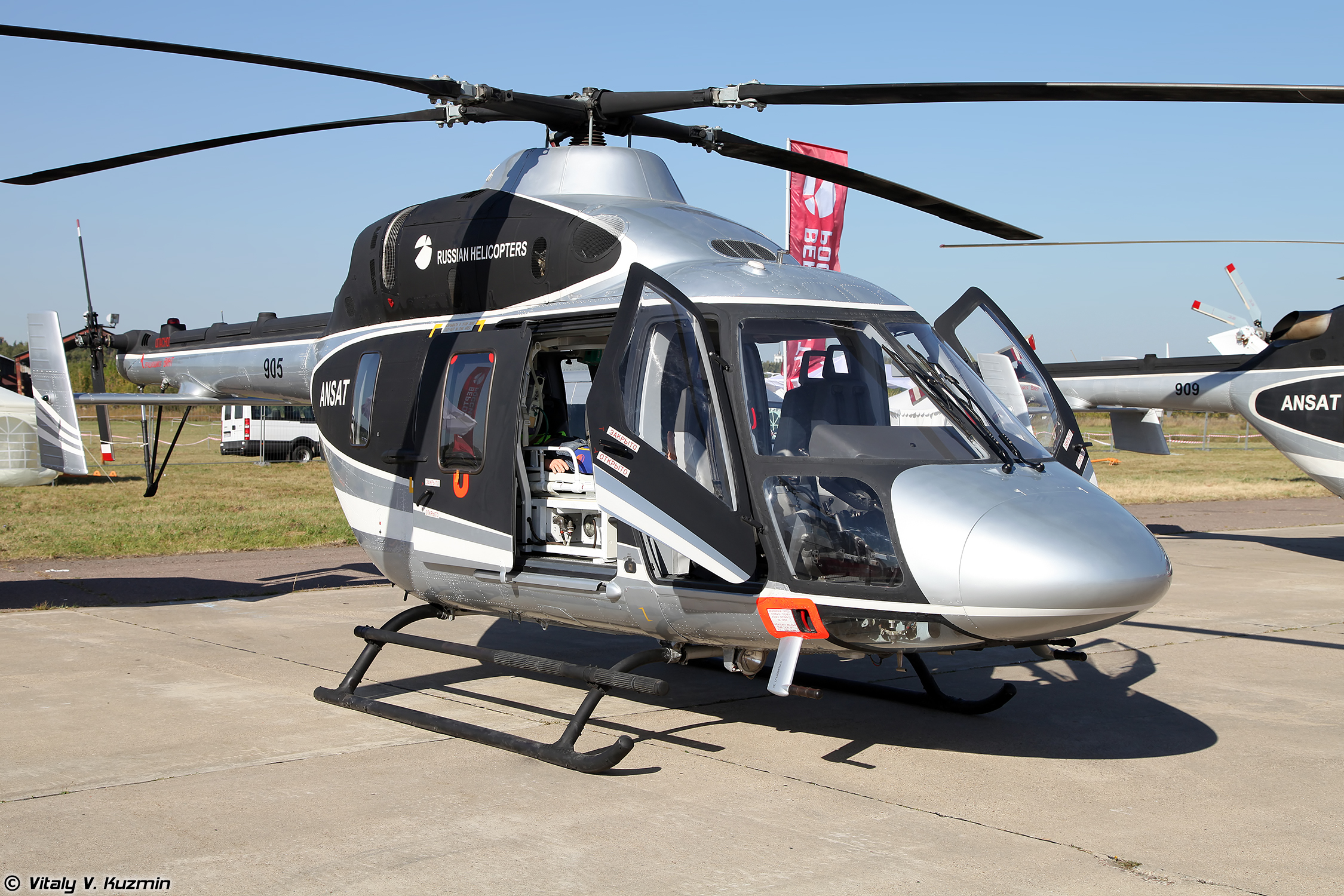
Kasan Ansat mit Kufen

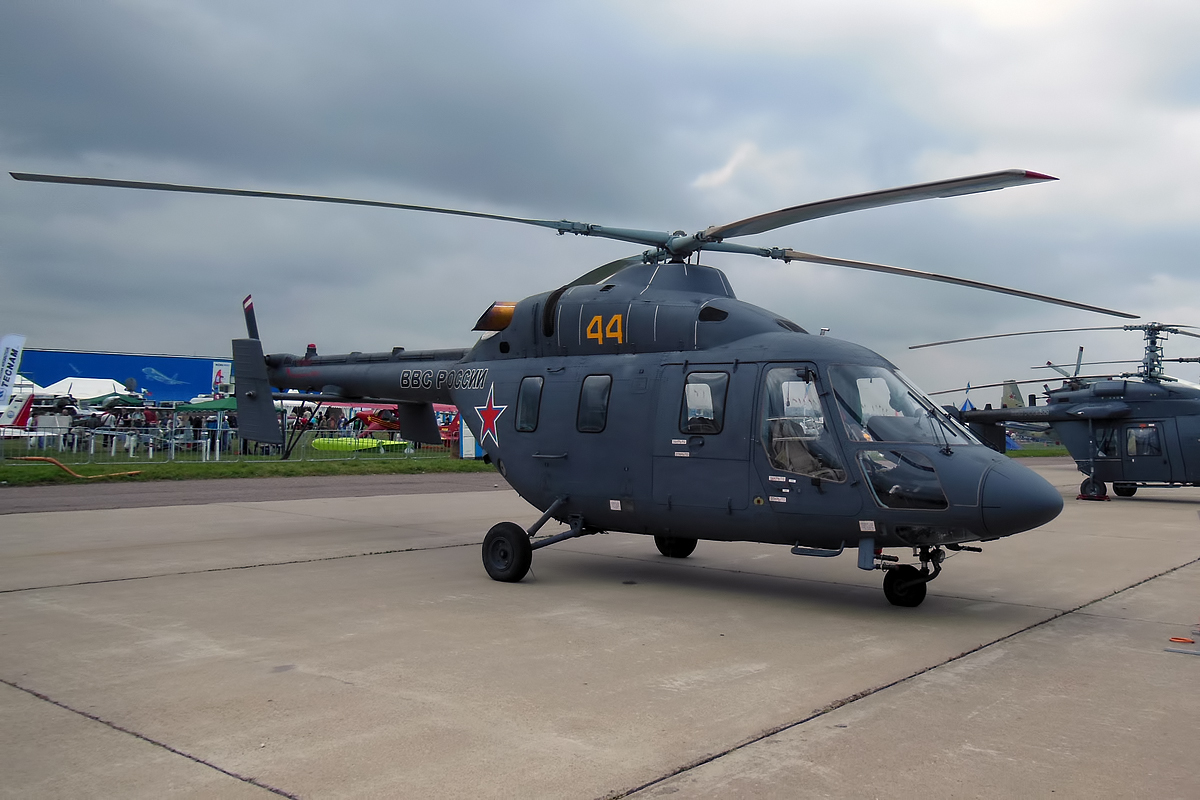
Kasan Ansat-U mit Radfahrwerk

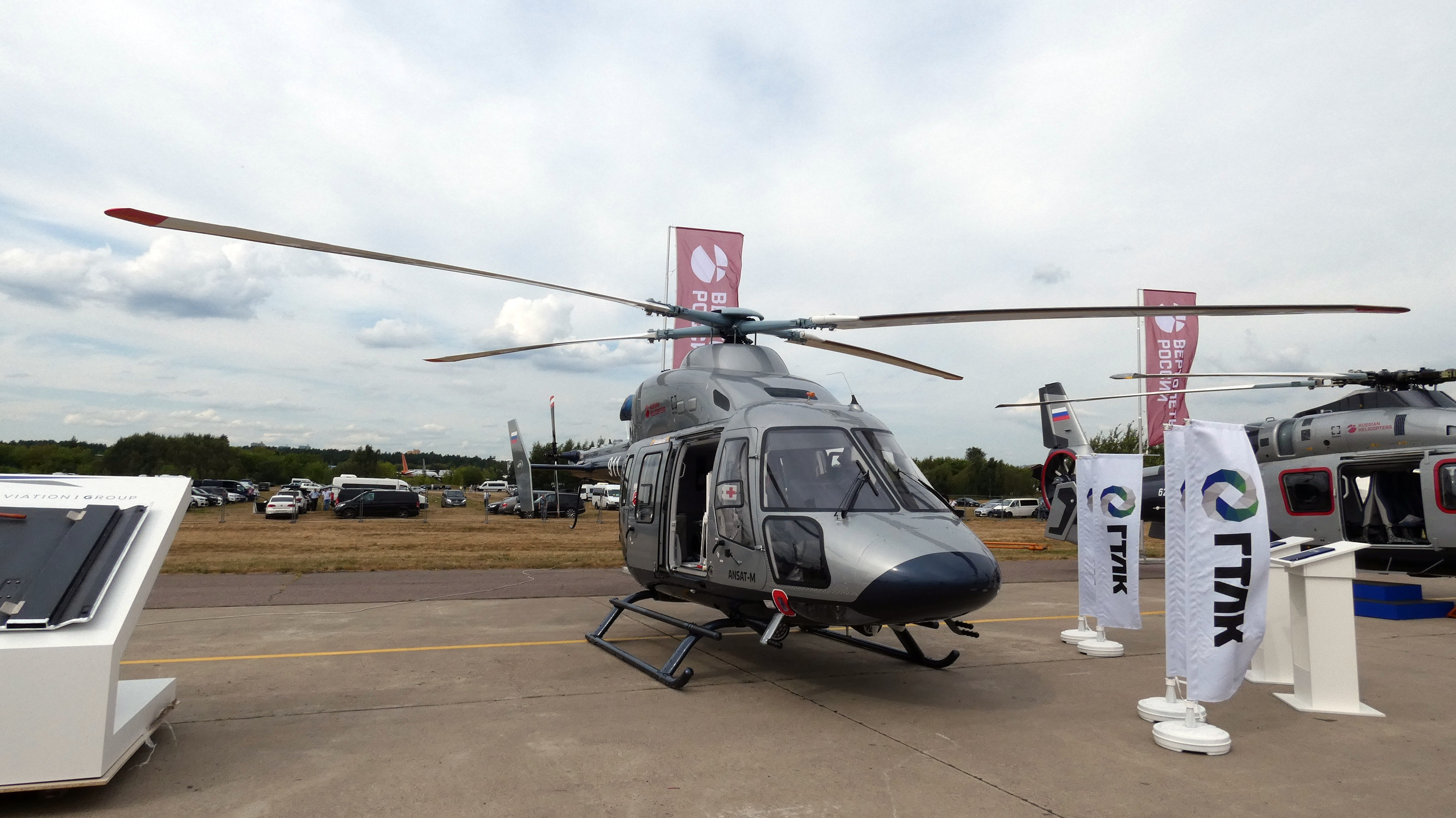
Ansat-M auf der MAKS-2021 Airshow

| Kenngröße             | Daten                             |
| --------------------- | --------------------------------- |
| Besatzung             | 1–2                               |
| Passagiere            | bis zu 7                          |
| Länge über alles      | 13,59 m                           |
| Höhe                  | 3,65 m                            |
| Hauptrotordurchmesser | 11,5 m                            |
| Heckrotordurchmesser  | 2,10 m                            |
| Kabinenlänge          | 4,65 m                            |
| Kabinenbreite         | 1,64 m                            |
| Kabinenhöhe           | 1,3 m                             |
| Nutzlast              | 1235 kg                           |
| max. Startmasse       | 3600 kg                           |
| Triebwerk             | 2 × Pratt & Whitney Canada PW207K |
| Startleistung         | je 463 kW                         |
| Dauerleistung         | je 470 kW                         |
| Höchstgeschwindigkeit | 275 km/h                          |
| Reisegeschwindigkeit  | 260 km/h                          |
| Dienstgipfelhöhe      | 5500 m                            |
| max. Schwebehöhe      | 2530 m                            |
| Reichweite            | 525 km                            |